# Bouanri
Bouanri är en ort i Benin. Den ligger i den centrala delen av landet, 400 km norr om huvudstaden Porto-Novo. Bouanri ligger 365 meter över havet och antalet invånare är 19 281.
Terrängen runt Bouanri är platt. Det finns inga andra samhällen i närheten. 
Omgivningarna runt Bouanri är huvudsakligen savann. Runt Bouanri är det ganska glesbefolkat, med 29 invånare per kvadratkilometer.